# Люкшудья (Якшур-Бодьїнський район)
Люкшудья́ (рос. Люкшудья) — село в Якшур-Бодьїнському районі Удмуртії, Росія.
Населення — 365 осіб (2010; 343 в 2002).
Національний склад (2002):
- росіяни — 71 %

## Урбаноніми[3]
- вулиці — Квіткова, Лісова, Лучна, Травнева, Миру, Нафтовиків, Південна, Праці, Радгоспна, Садова, Центральна
- провулки — Радгоспний, Травневий, Центральний